# Oskar Justinus

Oskar Justinus

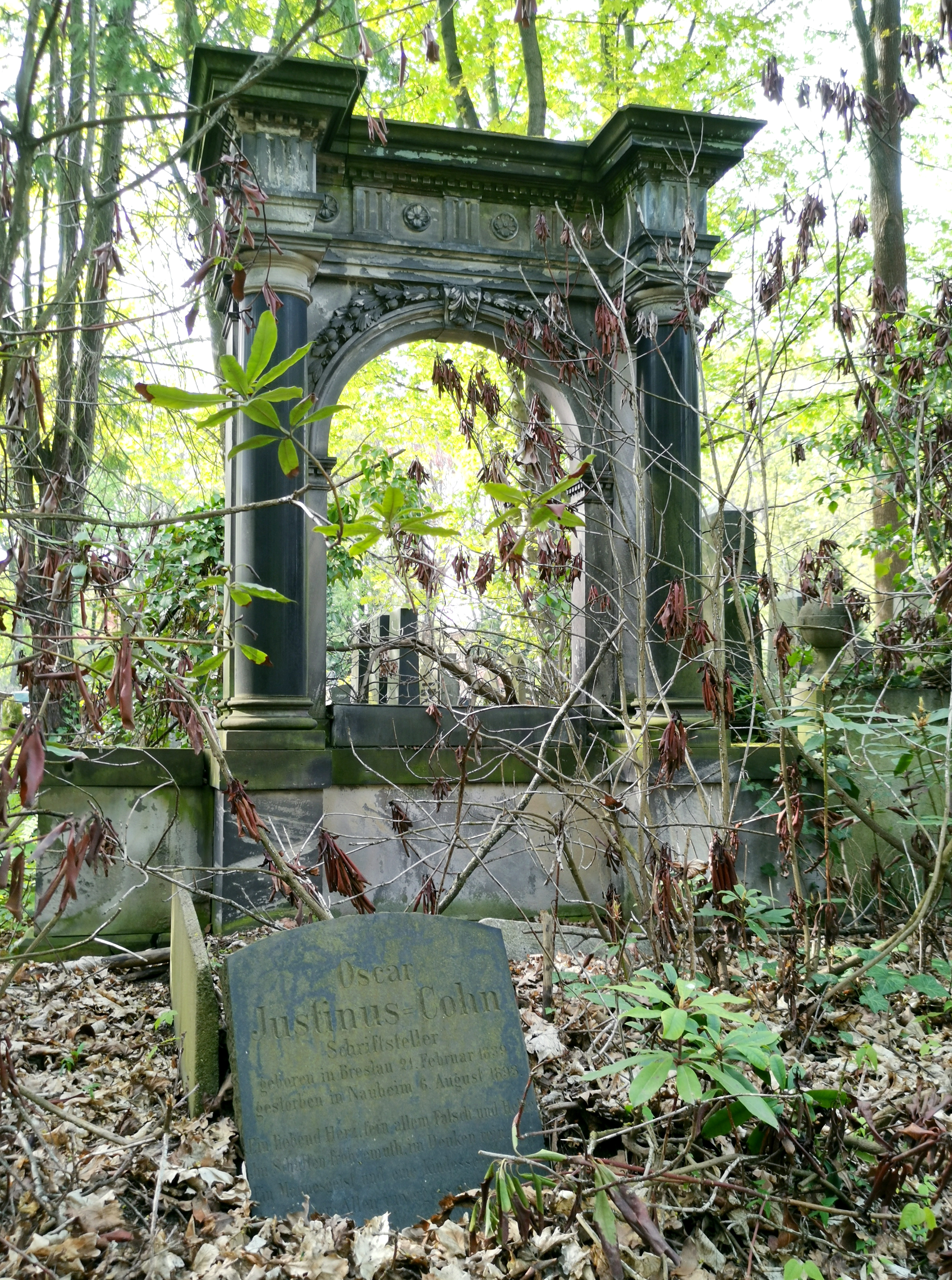
Grab auf dem Jüdischen Friedhof Berlin-Weißensee, Feld B 2

Oskar Justinus Cohn (* 21. Februar 1839 in Breslau; † 6. August 1893 in Bad Nauheim) war ein deutscher Journalist und Schriftsteller, er publizierte unter dem Pseudonym Oskar Justinus.

## Leben
Oskar Justinus Cohn entstammte einem Breslauer Handelshaus, dessen Leitung er später übernehmen sollte. So durchlief er eine kaufmännische Ausbildung. Sein Bruder Ferdinand Cohn war ein bekannter Botaniker und Bakteriologe. Sein Vater war österreichischer Generalkonsul und erwarb im höheren Alter noch den Doktortitel. Justinus war als Geschäftsmann wenig erfolgreich und löste nach Insolvenz das väterliche Handelsunternehmen unter Verlust allen Vermögens auf und zog nach Berlin, wo er sich der Schriftstellerei widmete. Sein erstes Theaterstück, Der Vereinsheld wurde 1861 in Breslau aufgeführt, seine nächsten Stücke erschienen aber erst nach sechzehnjähriger Pause. Justinus verstarb in Bad Nauheim, wo er Heilung für ein Herzleiden suchte.

## Werke
- Trichinenlied zum Käferessen am 19. Dezember 1862. Barth, Breslau 1863. (Digitalisat)
- Eine stille Familie. (oder: Eine stille Gartenwohnung). Schwank in 4 Acten. Kühling, Berlin 1879.
- Ein Photographie-Album. Augenblicksbilder aus der Gesellschaft. Steinitz & Fischer, Berlin 1885. (Digitalisat)
- Die Ehestifterin. Lustspiel. Entsch, Berlin 1886.
- Kyritz-Pyritz. Posse mit Gesang in drei Aufzügen. (Mit Heinrich Wilken) Reclam, Leipzig 1886. (Digitalisat)
- Griechisches Feuer. Lustspiel in drei Aufzügen. Unter Benutzung einer About’schen Novelle. Reclam, Leipzig 1888. (Digitalisat)
- Amor auf Reisen. Lustige Geschichten. Steinitz, Berlin 1888.
- Die Liebesprobe. Dramatischer Scherz in einem Aufzug; nach einer Idee von Lion Claustus. Reclam, Leipzig 1888.
- Gesellschaftliche Pflichten. Lustspiel in vier Aufzügen. (Mit Heinrich Wilken) Reclam, Leipzig 1889.
- In der Kinderstube. Lustspiel in einem Aufzug. Leipzig, Reclam 1889.
- Ausgeschlossen. Solospiel zum Vortrag und zur Aufführung in Familienkreisen. Bloch, Berlin 1890.
- In der Zehnmillionen-Stadt. Berliner Roman aus dem Ende des zwanzigsten Jahrhunderts. Pierson, Dresden 1892.
- Italienischer Salat. Allerlei Heiteres aus dem Lande der Citronen. Wilhelmi, Berlin 1892.
- Häuslicher Bilderbogen. Schottlaender, Breslau 1894.
- Ein Proletarierkind. Humoristischer Roman aus dem Berliner Leben in zwei Bänden. Schottlaender, Breslau 1894.